# Fëdor Ivanovič Tolbuchin
Fëdor Ivanovič Tolbuchin (in russo Фёдор Иванович Толбухин?; Jaroslavl', 16 giugno 1894 – Mosca, 17 ottobre 1949) è stato un generale sovietico.
È stato anche maresciallo dell'Unione Sovietica.

## Carriera
Si arruolò come volontario nell'esercito imperiale nel 1914, allo scoppio della prima guerra mondiale. Venne rapidamente promosso da soldato scelto a capitano nel 1916, venendo più volte decorato per il coraggio mostrato in battaglia.
Nel 1918 entrò a far parte dell'Armata Rossa dove servì come comandante di stato maggiore della cinquantaseiesima divisione di fanteria. Al termine della guerra civile russa gli vennero affidati diversi incarichi nello stato maggiore. Frequentò inoltre l'Accademia Militare Frunze per salire ulteriormente di grado, laureandosi nel 1931. Dopo alcuni incarichi nello stato maggiore, gli venne assegnato il comando di una divisione; divenne in seguito comandante del gruppo di armate di stanza nel Caucaso.
Mantenne questo incarico fino alle prime fasi dell'operazione Barbarossa, nell'agosto del 1941, quando gli venne assegnato il fronte della Crimea, che difese fino al marzo del 1942. Dal marzo del 1942 al luglio dello stesso anno fu assistente al comando del fronte di Stalingrado; dopo questo incarico divenne il comandante della 57ª Armata fino al marzo del 1943. La sua armata fu coinvolta nella battaglia di Stalingrado, dove il suo superiore Andrej Ivanovič Erëmenko elogiò le sue capacità organizzative e militari; in seguito Tolbuchin venne assegnato al fronte meridionale.
Dopo la guerra fu Comandante in Capo del Gruppo di Armate Sud, che comprendeva la regione dei Balcani. Nel gennaio 1947 venne nominato Comandante del Distretto Militare della Transcaucasia, posto che mantenne fino alla sua morte, il 17 ottobre 1949.